# Champguyon
Champguyon település Franciaországban, Marne megyében. Lakosainak száma 296 fő (2022. január 1.). Champguyon Morsains, Les Essarts-lès-Sézanne, Esternay, Joiselle, Neuvy, La Noue és Tréfols községekkel határos.

## Népesség
A település népességének változása:
| Lakosok száma | 186  | 175  | 188  | 234  | 269  | 269  | 274  | 279  | 282  | 296  |
|               | 1968 | 1982 | 1990 | 2006 | 2013 | 2015 | 2017 | 2019 | 2020 | 2022 |